# ジェイリッチ
ジェイリッチ、またはジェイ・リッチ（J-rich）とは、岐阜県揖斐郡揖斐川町坂内（旧坂内村）に飼育されているダチョウの肉のブランド名。町営の遊ランド坂内と民営の有限会社さかうちがダチョウの飼育を行い、町営の施設でダチョウの処理を行なっている。

## 概要
揖斐郡坂内村では、ゴルフ場の跡地やスキー場の余剰スペースの有効活用を考えていた。2000年（平成12年）、村職員の一人がダチョウの飼育を提案し、2001年（平成13年）に村営のダチョウ牧場が設置される。2002年（平成14年）にはダチョウ処理場が完成。飼育～処理までを一貫して行なえるようになる。ダチョウ処理場の数が少ない為、他の地域で飼育されたダチョウも処理しているが、元々村内での生産分の処理施設の為、6羽/日が限界という。
ダチョウの肉は高タンパク質、低脂肪、低カロリーである。揖斐川町坂内の場合は、生後2～3ヶ月のダチョウの雛を仕入れ、生後1年で出荷している。この為、肉質が柔らかい。品質基準は日本オーストリッチ事業協同組合（JOIN）の基準に準ずる。

## 加工品等
- 肉以外に、ハム、ソーセージ、レトルトカレー（オーストリッチカレー）等がある。
- 道の駅　夜叉ヶ池の里さかうち　及び遊ランド坂内にてジェイリッチを使用した食事、加工品の購入が可能。